# ヌゥ
ヌゥ（Nu）は、スクウェアのコンピュータRPG『クロノ・トリガー』に登場する架空のキャラクター、あるいは架空の種族。頭から直接手足が生えたような見た目である。体は青く、細長い腕を持ち、目は小さい。頭部には緑色の髪が生えている。ヌゥたちはいつも眠たがっている。世界崩壊 (A.D. 1,999) 以外の全ての時代で、ヌゥを見ることができる。
Vジャンプの漫画『時空冒険ヌウマモンジャー』およびVジャンプフェスティバル'96で上映されたアニメ『時空冒険 ぬうまもんじゃ〜』では主人公の一人として登場する。

## ヌゥの登場する時代と場所
原始 (B.C. 65,000,000)
狩りの森で、雨が降って他のモンスターが全て逃げている時に特定のポイントに行くと見つけることができる。このヌゥと戦って勝つと、狩りの森の他のモンスターよりも多くの交換用アイテムをくれる。
アザーラとの決戦後にはラルバ村の焼け跡にヌゥが現れ（こちらは敵ではなくNPCとして）、このヌゥに頼むとメンバーの名前を変更することができる。
古代 (B.C. 12,000)
この時代のヌゥは、ジール王国の人間たちの召使であり、至る所でNPCとしてその姿を見ることができるが、大抵は眠っている。
また特定の手順を踏むと入ることができるカジャールの隠し部屋にて6匹のヌゥと戦うことができ、ここで勝つと「マジックカプセル」が手に入る。
同じくエンハーサの隠し部屋には『生命の神秘』という本があり、その841巻26章には理の賢者ガッシュの説として「すべての生命は、ヌゥに始まり、ヌゥに終わる」と書かれている。
ジール王国が崩壊し、シルバード入手後、残された村で一匹のみ現れる。海から流れ着いたものを売っている。
中世 (A.D. 600)
お化けガエルの森に時々現れる。現れるかどうかはランダムであり、現れてもすぐに逃げてしまう。ヌゥに話しかけるだけでは戦闘にならず、戦うにはヌゥが画面内にいる間に素早く他のモンスターに接触して巻き込むことで戦闘を始めなければならない。
現代 (A.D. 1,000)
クロノたちが北の森の遺跡の封印を解いた時に現れるが、その後すぐに姿を消してしまう。
未来 (A.D. 2,300)
クロノたちがジール王国を訪れる前に管理者のドームへ行くと、ガッシュがプログラムテストをヌゥに実行しているのを見ることができる（ここのヌゥは「なぞの物体」として扱われている）。
ジール王国に行き、そして追放された後に管理者のドームを訪れると、既にガッシュは死んでおり、ヌゥだけがいる。ガッシュは死ぬ前に自分の意識をヌゥにプログラムしていた。ヌゥの体を持ったガッシュの意識は、クロノたちにタイムマシンのシルバードを与えたり、死の山へ登る手助けをしてくれる。
最後にガッシュはクロノたちに、ヌゥの電源スイッチをオフにしてヌゥを永久に休ませることを頼み、全てのプログラムを終える。ヌゥのスイッチを押して電源をオフにした後にヌゥに話しかけると、「この物体には時間が流れていないようだ」というメッセージが表示される。再び電源をオンにすることはできない。
黒の夢(B.C. 65,000,000 - A.D. 2,300)
各時代に現れる黒の夢内で何体か存在している。NPCとして登場し、黒の夢の深部に行くと、ものを売ってくれたり黒の夢の入口まで戻してくれる。
時の最果て（∞）
戦の神スペッキオの最終形態として、ピンク色のヌゥが登場する。この形態のスペッキオは、ゲーム中でもっとも強い敵の一体である。最終形態のスペッキオと戦うためには、パーティの少なくとも一人がレベル☆☆（レベル99の次のレベルで、最高レベルであることを示す）である必要がある。
その他、DS版の追加ダンジョン「竜の聖域」では「番人ヌゥ」と「達人ヌゥ」という敵が登場するが、この2体のヌゥは同一個体である（番人ヌゥが原始・達人ヌゥが中世）。なお、この2体が登場する2つの時代は6500万年以上離れているが、「竜の聖域」自体はゲートを抜けた先に存在するため、実際にその時代に存在しているのか（ヌゥが6500万年以上生きているのか）どうかは明言されていない。

## その他
エイラの「いろじかけ」を使うことにより、ヌゥからモップを盗むことができる。モップはクロノが装備できる武器となっているが、この武器はクロノの初期装備よりも弱い。なかなか会えないヌゥに色仕掛けしないと手に入らないため、いわゆるコレクターアイテムである。
ヌゥは戦闘時に、「一人のヒットポイントを1にする」と「一人のヒットポイントを1だけ減らす」という2種類の攻撃を使う。どちらの攻撃も単独ではクロノたちを倒すことはできないが、これらの攻撃が組み合わさったときには致命的な攻撃となる。
あるエンディングではヌゥ中心のものとなる（クロノや他の仲間は出てこない）。